# Friedrich Ignaz Reintsch
Friedrich Ignaz Reintsch psáno též v české formě Bedřich Reintsch (kolem 1675 – 14. ledna 1744 Litoměřice) byl český římskokatolický duchovní, generální vikář litoměřické diecéze a děkan katedrální kapituly u sv. Štěpána v Litoměřicích.

## Život
V letech 1702-1720 byl farářem ve Šluknově. Sídelním kanovníkem litoměřické katedrální kapituly se stal v roce 1721 a byl jmenován generálním vikářem litoměřické diecéze. V roce 1733 se stal děkanem litoměřické kapituly o jejíž historii se vážně odborně zajímal, sepsal k ní několik prací. V roce 1738 zřídil první litoměřický kněžský seminář.
Arcibiskup Mořic Adolf Sachsen-Zeits, zastávající úřad litoměřického biskupa v diecézi přiliš nepobýval, a proto na něho, jako na generálního vikáře, prakticky přesunul veškeré řízení diecéze. Tuto funkci pak vykonával až do své smrti v roce 1744.